# Jornades del Còmic de València
Les Jornades del Còmic de València se celebren anualment a València, organitzades per l'Associació Valenciana del Còmic.
Les tres primeres edicions se celebraren en Fnac, Les Naus i la Biblioteca Pública de València, respectivament. Posteriorment s'han celebrat al Mercat de Tapineria de València, i a la Nau de la UV.
Les primeres Jornadas tingueren lloc a l'Fnac de València del 17 al 20 de maig de 2012, precedides pel Dia del Còmic Gratis la setmana anterior: dijous 17 s'inaugurà l'exposició d'originals de La muchacha salvaje; divendres 18 hi hagué una conferència de Jordi Bayarri i Joseba Basalo; dissabte 18, classe magistral de Rafa Fonteriz i taula redona amb ell, Arturo Rojas de la Cámara, José Lanzón i Sento Llobell; i diumenge 20, un encontre amb Paco Roca amenitzat per MacDiego.
El mateix Roca fon l'encarregat de dibuixar el cartell de la segona edició, celebrada del 15 al 20 de maig de 2013. El convidat d'honor fon l'il·lustrador fantàstic Enrique Corominas.
La quarta edició (2015) oferí una exposició d'esbossos i maquetes de falles històriques d'Ortifus i de Sento Llobell, a més de la del Parc Gulliver, obra d'est últim.